# James Robert Durrant
James Robert Durrant é um químico britânico, professor de fotoquímica no Imperial College London e Sêr Cymru Solar Professor na Universidade de Swansea. É diretor do Centre for Plastic Electronics (CPE).

## Formação
Durrant estudou na University of Cambridge e no Imperial College London, onde obteve um PhD em 1991 por pesquisas sobre fotosistema II usando espectroscopia, orientado por George Porter e James Barber.

## Prêmios e honrarias
- 1994: Medalha e Prêmio Meldola[6]
- 2012: Prêmio Tilden
- 2017: eleito membro da Royal Society (FRS)
- 2018: Medalha Hughes[7]